# ŽKK Trešnjevka 2009
ŽKK Trešnjevka 2009 (Ženski Košarkaški Klub Trešnjevka 2009) is een basketbalclub uit Zagreb, Kroatië. ŽKK Trešnjevka 2009 komt uit in de A-1 Liga Žene en de Ružica Meglaj-Rimac Cup.

## Geschiedenis
De club werd opgericht in 1937. In 1976 haalde ze de finale om de Ronchetti Cup. Ze verloren die finale van Slavia VŠ Praag uit Tsjecho-Slowakije met 129-141 over twee wedstrijden. In 1980 stonden Trešnjevka weer in de finale om de Ronchetti Cup. Dit keer wonnen ze van DFS Maritsa Plovdiv uit Bulgarije met 82-76. In 1981 hadden ze de kans om hun titel in de Ronchetti Cup te verdedigen. Ze haalde de finale maar verloren van Spartak Noginsk uit de Sovjet-Unie met 63-95. Trešnjevka werd drie keer Landskampioen van Joegoslavië in 1967, 1982 en 1983. Ook werden ze vier keer Bekerwinnaar van Joegoslavië in 1975, 1978, 1980 en 1982. Na het uiteenvallen van Joegoslavië werden ze één keer Landskampioen van Kroatië in 1999. Ook wonnen ze drie keer de Ružica Meglaj-Rimac Cup in 1993, 1994 en 1996.

## Verschillende sponsornamen
- -1970: Trešnjevka
- 1970-1978: Industromontaža
- 1978-1988: Monting
- 1988-2009: Montmontaža
- 2009-heden: Trešnjevka 2009

## Erelijst
- Landskampioen Joegoslavië: 3
  - Winnaar: 1967, 1982, 1983
  - Tweede: 1963, 1966, 1976, 1979, 1980, 1981, 1984, 1985
- Bekerwinnaar Joegoslavië: 4
  - Winnaar: 1975, 1978, 1980, 1982
  - Tweede: 1962, 1976, 1979, 1981, 1984, 1986
- Landskampioen Kroatië: 1
  - Winnaar: 1999
  - Tweede: 1992, 1993, 1995, 1996, 2000, 2002
- Ružica Meglaj-Rimac Cup: 3
  - Winnaar: 1993, 1994, 1996
  - Runner-up: 1992, 1995, 1999, 2014
- Ronchetti Cup: 1
  - Winnaar: 1980
  - Runner-up: 1976, 1981